# Лєщинський Олександр Олегович
Лєщинський Олександр Олегович (нар. 2 березня 1964, м. Дніпропетровськ) — український політик.

## Життєпис
Народився 2 березня 1964 р.(м. Дніпропетровськ).
Навчався у Донецькому політехнічному інституті (1981—1989), гірн. інж.-електромеханік; Донецький державний університет (1996—2002), економіко-правовий факультет, юрист.

## Кар'єра
- 04.-05.1982 — бетонник, дослідно-експериментальна база Донецького проєктного і науково-дослідного інституту промислового будівництва.
- 1982-84 — служба в армії.
- 06.1984-04.1989 — підземний електрослюсар четвертого шахтопрохідного будівельного управління, трест «Донецькшахтопроходка».
- 06.-10.1989 — начальник торговельного відділу, багатопрофільне кооперативне об'єднання «Ілюзіон».
- 10.1989-10.1991 — інженер I категорії, мале підприємство «Елкос».
- 11.1991 — консультант, спільне підприємство «Фаворит».
- 11.1991-05.1993 — консультант, мале приватне підприємство «Форвард».
- 06.1993-09.95 — директор, науково-виробниче підприємство «Харчові продукти».
- 09.1995-08.1998 — генеральний директор, закрите акціонерне товариство "Корпорація «Украгропродукт».
- 06.1996 — організував науково-правову корпорацію «Спектр».

## Політична діяльність
З листопада 2007 -Народний депутат України 6-го скликання від Партії регіонів, № 54 в списку. На час виборів: народний депутат України, член Партії регіонів.
З квітня 2006 по листопад 2007 -Народний депутат України 5-го скликання від Партії регіонів, № 53 в списку. На час виборів: народний депутат України, член Партії регіонів. член Комітету з питань правової політики (з 07.2006), член фракції Партії регіонів (з 05.2006).
З квітня 2002 по березень 2005 —Народний депутат України 4-го скликання, обраний по виборчому округу № 58, Донецької області, висунений Виборчим блоком політичних партій «За єдину Україну!». За 42.91 %, 15 суперників. На час виборів: народний депутат України, член Партії регіонів. член фракції «Єдина Україна» (05.-06.2002), член фракції «Регіони України» (06.2002-09.05), член фракції Партії «Регіони України» (з 09.2005), член Комітету у закордонних справах (з 06.2002).

З вересня 1998 по квітень 2002 — Народний депутат України 3-го скликання, виборчий округ № 58, Донецкої області. На час виборів: генеральний директор закритого акціонерного товариства "Корпорація «Украгропродукт». З'явилися 68.0 %, за 29.2 %, 1 місце з 15 претендентів. Позафракційний (09.1998-10.2000), член групи «Трудова Україна» (10.2000-03.2001), член групи «Регіони України» (03.-11.2001), член фракції «Регіони України» (з 11.2001); член Комітету з питань охорони здоров'я, материнства та дитинства (з 02.1999)

## Родинні зв'язки
- батько Олег Григорович — пенсіонер;
- мати Віра Давидівна — пенсіонер;
- дружина Вікторія Леонідівна (1964) — начальник відділу аналізу ринку товариства з обмеженою відповідальністю «Інтер-Інвес»;
- син Леонід (1985).